# Ars longa, vita brevis
Ars longa, vita brevis (tiếng Latin nghĩa là: Nghệ thuật thì dài lâu mà cuộc đời thì ngắn ngủi) – là một câu thành ngữ Latinh của bác sĩ, nhà tư tưởng, nhà tự nhiên học của Hy Lạp cổ đại Hippocrates. Câu này thường được trích bằng tiếng Latin. 

## Ý nghĩa
Thực ra ý nghĩa của câu nói này không hẳn là nghệ thuật thì dài lâu hơn cuộc sống, mặc dù theo nghĩa này mà nó trở thành những lời có cánh. Hippocrates muốn nói rằng nghệ thuật thì rộng lớn vô cùng mà cuộc đời người thì không đủ để nắm bắt hết được. 